# Lussemburgo ai Giochi della V Olimpiade
Il Lussemburgo ha partecipato alle Giochi della V Olimpiade di Stoccolma, svoltisi dnel 1912, con una delegazione di 21 atleti. Per il Granducato è la seconda partecipazione olimpica.

## Atletica leggera
| Atleta           | Gara             | Qualifiche | Qualifiche | Semifinale | Semifinale | Finale    | Finale |
| Atleta           | Gara             | Risultato  | Posto      | Risultato  | Posto      | Risultato | Posto  |
| ---------------- | ---------------- | ---------- | ---------- | ---------- | ---------- | --------- | ------ |
| Paul Fournelle   | Salto in lungo   | N/A        | N/A        | No mark    | 30         | -         | -      |
| Marcel Pelletier | Getto del peso   | N/A        | N/A        | 11.04      | 17         | -         | -      |
| Marcel Pelletier | Lancio del disco | N/A        | N/A        | 33.73      | 33         | -         | -      |

## Ginnastica
Concorso individuale
- Antoine Wehrer - 15°, 117.25 punti
- Pierre Hentges - 18°, 115.50 punti
- Jean-Pierre Thommes - 22°, 110.75 punti
- François Hentges - 23°, 110.50 punti
- Emile Lanners - 24°, 109.75 punti

Concorso a squadre
Quarto posto, 35.95 punti
- Nicolas Adam
- Charles Behm
- André Bordang
- Michel Hemmerling
- François Hentges
- Pierre Hentges
- Jean-Baptiste Horn
- Nicolas Kanivé
- Nicolas Kummer
- Marcel Langsam
- Emile Lanners
- Jean-Pierre Thommes
- François Wagner
- Antoine Wehrer
- Ferd Wirtz
- Joseph Zuang

Libero a squadre
quinto posto, 16.30 punti
- Nicolas Adam
- Charles Behm
- André Bordang
- Jean-Pierre Frantzen
- Michel Hemmerling
- François Hentges
- Pierre Hentges
- Jean-Baptiste Horn
- Nicolas Kanivé
- Émile Knepper
- Nicolas Kummer
- Marcel Langsam
- Emile Lanners
- Maurice Palgen
- Jean-Pierre Thommes
- François Wagner
- Antoine Wehrer
- Ferd Wirtz
- Joseph Zuang